# Bent Wolmar
Bent Wolmar (Fredericia, 8 agosto 1937 – Taulov, 6 settembre 2024) è stato un calciatore danese, di ruolo difensore.